# De Luis (prijs)
De Luis was een Nederlandse persprijs voor het beste geschreven, radio- of televisieinterview tussen 2006 en 2011. De prijs werd uitgereikt door de Fontys Hogeschool Journalistiek uit Tilburg die naast de nationale prijs ook een student bekroonde met de Studentenluis. Bij de eerste editie was de jury niet tevreden over de kwaliteit van de 67 inzendingen: "Interviewen is toch echt meer dan een bandje afluisteren en uittikken.". Bij de tweede editie werden de 71 ingezonden interviews meer naar waarde geschat. In 2013 is de prijs opgegaan in de persprijs De Tegel.
- 2006: Steffie Kouters voor het interview met Louis van Gaal in de Volkskrant[5]
- 2007: Coen Verbraak voor het interview met Louis Tas in Vrij Nederland
- 2008: Joost Oranje voor het interview met Jan Marijnissen in NRC Handelsblad[6]
  - Studentenluis: Sharon Hagenbeek voor het dubbelinterview met Arnon Grunberg en Eric Schliesser.[7]
- 2009: Antoinnette Scheulderman voor het interview met Peter Jan Rens voor Nieuwe Revu[8]
  - Studentenluis: Evy Vercammen voor een interview met een jongen die onverwacht te horen krijgt dat hij vader wordt.
- 2010: Carolina Lo Galbo voor een vraaggesprek met Dichter des Vaderlands Ramsey Nasr in Vrij Nederland
  - Studentenluis: Veerle Corstens voor interview met beginnende schrijver Philip Huff in HP/De Tijd
- 2011: Jeroen Pauw en Paul Witteman voor een uitzending van het programma Pauw & Witteman over de kwestie ‘Mauro’.
  - Studentenluis: Nikki Sterkenburg voor het interview met advocaat Richard Korver in Nieuwe Revu